# Derecho económico
El Derecho económico es el estudio del conjunto de principios y de reglas de diversas jerarquías (generalmente de un gran Derecho público) que, inscritas en un orden público económico plasmado en la Constitución Política o carta fundamental, facultan al Estado para planear indicativa o imperativamente el desarrollo económico y social de un país y regular la cooperación humana en las actividades de creación, distribución, cambio y consumo de la riqueza generada por el sistema económico, así como para indicar los lineamientos a los cuales se someterá la actividad privada.
El juez, en el Estado social de derecho también es un portador de la visión institucional del interés general. El juez, al poner en relación la Constitución -sus principios y sus normas-  con la ley y con los hechos hace uso de una discrecionalidad interpretativa que necesariamente delimita el sentido político de los textos constitucionales. En este sentido la legislación y la decisión judicial son ambas procesos de creación de Derecho.
En este sentido, se define como el papel que tiene el Derecho  en la regulación de la actividad económica. Este marco legal que establece las "reglas del juego" neutrales para los actores diversos económicos abarca las transacciones bursátiles, la auditoría de negocios, las leyes referentes a la economía (como las leyes monetarias, por ejemplo), y en general todas las actividades comerciales y de funcionamiento de los mercados. Se observa entonces hasta qué punto los campos de la Economía y el Derecho están íntimamente ligados y mantienen una interacción constante entre sí. Asimismo, cabe anotar que el hecho de ejercer influencia en la esfera económica le da al Derecho un carácter multidisciplinario, amplía notablemente su campo de acción y hace un distanciamiento de la tradición antigua europea. Teniendo en cuenta cada norma que la sustituye

## Derecho económico en los modos de producción del Derecho antiguo europeo y estadounidense
Los principios del Derecho económico se derivan y aprenden de la práctica. Lo anterior, si bien responde al modelo estadounidense, contradice el modelo antiguo europeo. Este último se aislaba completamente del conocimiento jurídico en la práctica e incluso a los practicantes que día a día estaban en contacto con las realidades de la vida cotidiana se les consideraba inferiores a los líderes académicos del ámbito espacial jurídico en donde tiene vigencia la norma jurídica de un estado.
Por otra parte, en ese mismo sistema los jueces y abogados lograron su autonomía aparentando renunciar al mundo comercial, lo cual conllevó a que la idea del abogado como un consejero de negocios, por ejemplo, se desarrollara muy despacio. Conforme fue pasando el tiempo, fue necesaria una estadounización del sistema antiguo europeo, ya que poco a poco se vio incapaz de satisfacer las demandas de regulación del mercado en Europa. Aun si esto reñía con la tradición de los jueces, muchos de los cuales querían conservar las viejas tradiciones y el culto al derecho puro, no quedaba otra salida para resolver las disputas económicas a las que se enfrentaban. Fue así como se transformó el sistema de producción de Derecho europeo. El papel de sus actores tuvo la oportunidad de transfigurarse tanto dentro del campo jurídico como en cuanto a su relación con el Estado, y se pudo dar cabida al derecho económico y a una nueva forma de doctrina y educación jurídicas.
La doctrina mexicana, argentina, española y colombiana hace una histórica referencia al carácter público del Derecho Económico, aunque en la práctica, dicha distinción se encuentra en proceso de obsolescencia. Inevitablemente, esta regulación por parte del Estado afectará las relaciones jurídicas más privadas. En efecto, el Derecho Económico ha progresado hacia diversos campos complementarios o más recientes, tales como el Derecho de morir, el Derecho Internacional Económico, el Derecho Penal Económico o el Derecho Constitucional Económico.   
En efecto, este fenómeno puede denominarse "Transversalidad del Derecho Económico", el cual significa que el componente económico del Derecho puede ser identificado en sus disciplinas más tradicionales, tales como el Derecho Penal, el Derecho Constitucional, entre otros.  Esta "Teoría Transversal" del Derecho Económico ha sido rescatada por José-Manuel Martin Coronado (2011), con la finalidad de otorgarle una autonomía propia.
De otro lado, corrientes estudiantiles suelen confundir el Derecho Económico con el Análisis Económico del Derecho, no obstante, según Witker (1999) y Martin (2011) la distinción es clara, pues se trata de un lado un sistema jurídico-económico y de otro un método de análisis de tipo económico.

## Divisiones del Derecho Económico

### Empresas y actividades económicas

#### Política Económica
La política económica tiene diferentes significados ya que suele hacer referencia a las diferentes estrategias de intervención o actuaciones llevadas a cabo por ciertos gobiernos (ejecutivos, parlamentos) de entre los varios existentes en los países democráticos, especialmente en los países con estructura federal y amplia descentralización en la toma de decisiones políticas y político-económicas.
El sistema de normas o medidas tendientes a incrementar la riqueza nacional y a activar su sistema de producción, para contribuir así el bienestar general.
El análisis de la organización y funcionamiento de estos gobiernos en unos y otros países, regiones, periodos, etc. Las medidas que unos y otros ponen en marcha puede y suele hacerse a partir de diferentes enfoques de análisis político-económico. Las recomendaciones que unos y otros autores hacen a partir de dichos enfoques, sin entrar en otras consideraciones, suelen diferir incluso cuando abordan los mismos fenómenos. En asuntos económicos humanos los intereses también importan. Y es raro que no haya siempre conflicto de intereses entre los participantes directos e indirectos.

#### Derecho Bancario
La regulación bancaria es una forma de regulación gubernamental que se sujeta a los bancos a ciertos requisitos, restricciones y directrices. 

#### Derecho Financiero
El Derecho financiero es el medio del Derecho público, que tiene por objeto el sector del ordenamiento jurídico que regula la constitución y gestión de la Hacienda pública; esto es, la actividad financiera. Por actividad financiera se entiende la actividad encaminada a la obtención de ingresos y realización de gastos, con los que poder subvenir la satisfacción de determinadas necesidades colectivas (i. e. servicios públicos).

#### Derecho de la Competencia
El derecho de la competencia (en inglés Competition Law, conocido en Estados Unidos como Antitrust Law) es la rama del Derecho que se encarga de regular el comercio mediante la prohibición de restricciones ilegales, la fijación de precios y los monopolios. Busca promover la competencia entre las empresas existentes en un mercado y el fomento de la calidad de bienes y servicios al menor precio posible, garantizando una estructura de mercado eficiente. 
El derecho antitrust tiene su origen en el Derecho de los Estados Unidos. El nombre se debe a que esta rama del Derecho fue creada para combatir los trust de comercio. Posteriormente, otros países adoptaron el antitrust en su ordenamiento jurídico utilizando otros términos como leyes de competencia, de libre competencia o antimonopolios. En la actualidad, la mayor parte de los países industrializados y algunos países en desarrollo tiene leyes antitrust.
El objetivo del Derecho de la competencia es promover la "competencia leal" entre las empresas. Ha tenido un efecto importante en las prácticas empresariales y la reestructuración del sector industrial en los países donde se ha adoptado. Basadas en la premisa que el comercio libre beneficia tanto a consumidores, empresas y la economía en general, la ley prohíbe distintos tipos de restricciones comerciales y el abuso de monopolización. 

### Recursos Naturales
Derecho del Medio Ambiente
El derecho ambiental pertenece a la rama del derecho social y es un sistema de normas jurídicas que regulan las relaciones de las personas con la naturaleza, con el propósito de preservar y proteger el medio ambiente en su afán de dejarlo libre de contaminación, o mejorarlo en caso de estar afectado. Sus objetivos son la lucha contra la contaminación, la preservación de la biodiversidad, y la protección de los recursos naturales, para que exista un entorno humano saludable.
Es una rama del Derecho bastante reciente, pero de gran desarrollo y futuro, surgiendo a mediados del siglo XX por la concienciación de la sociedad a consecuencia de algunos desastres ecológicos como la contaminación de la bahía de Minamata, el gran smog londinense, los escapes de Seveso o Bophal, y el accidente de Chernóbil, entre otros. Su origen, como tal especialización del Derecho, surge en la Conferencia de Naciones Unidas sobre el Medio Humano, celebrada en Estocolmo en 1972.
Entre sus características está su carácter multidisciplinario, ya que requiere la pericia y el asesoramiento de profesionales ajenos al Derecho (médicos, biólogos, ambientólogos, físicos, químicos, ingenieros, etc.) y estar en continuo cambio y actualización, en la misma medida que se producen avances científicos y técnicos.
El derecho ambiental se caracteriza por tener el trabajo del estado enfocado en realizar una "Zonificacion Ecológica y Económica" mediante los gobiernos regionales y locales, planificar bien las áreas destinadas para la vida en sociedad, el turismo, la producción agrícola. Evitando que la sociedad ocupe estos lugares destinados para un uso sostenible y generando una producción económica y un bienestar social, mediante los estudios de urbanización y producción del Gobierno Local.
Los objetivos del derecho ambiental se apuntan como fines de esta materia: tomar viable un objetivo primario, macro-objetivo, ligado con la sustentabilidad y el "estado socio-ambiental del derecho" según Antonio H. Benjamín, y de varios objetivos secundarios, micro objetivos secundarios, tales como la protección de la salud y seguridad humanas, salvaguarda de la biosfera por si, conservación del patrimonio estético, turístico, paisajístico, prevención, reparación y represión del daño ambiental, facilidad de acceso a la justicia, transparencia y libre circulación de la información ambiental, eficiencia económica, tutela de la propiedad, conocimiento científico y tecnológico, estabilidad social, democratización de los procesos decisorios ambientales, etc.

### Derecho Internacional Económico
El derecho internacional económico es un aspecto del derecho internacional que se refiere a las relaciones económicas entre los estados y cómo se rigen las transacciones transfronterizas. Los principales actores en la regulación de las leyes económicas internacionales son “Estados, organizaciones internacionales y actores privados”. Las áreas del derecho económico internacional incluyen acuerdos sobre actividades comerciales y transaccionales, leyes transfronterizas que rigen el comercio internacional, las inversiones internacionales y el derecho monetario y los derechos de propiedad intelectual. Estas áreas están gobernadas por instituciones económicas internacionales, que incluyen la Organización Mundial del Comercio (OMC), el Fondo Monetario Internacional (FMI), las Naciones Unidas, la Organización para la Cooperación y el Desarrollo Económicos y el Banco Mundial. También existen organismos internacionales que rigen las leyes económicas internacionales a menor escala (regionalmente). Algunos de estos incluyen la Asociación de Naciones del Sudeste Asiático (ASEAN), la Cooperación Económica Asia-Pacífico y la Unión Europea. Este Derecho Internacional Económico puede participar simultáneamente en su parte pública (instituciones relacionadas) como en la privada (actividades económicas de alcance internacional y determinación del derecho aplicable).